# Lea Lublin
Pour les articles homonymes, voir Lublin.
Lea Lublin est une artiste franco-polonaise née à Brześce en Pologne le 9 octobre 1929 et morte à Paris le 17 novembre 1999.

## Biographie
Lea Lublin naît le 9 octobre 1929 à Brześce en Pologne, mais part en Argentine dès 1930 et en obtient la nationalité.
En 1949, Lea Lublin sort diplômée de l'Academia Nacional de Bellas Artes (académie des beaux-arts) de Buenos Aires, et commence une carrière artistique en tant que peintre, dans un style expressionniste. De 1950 à 1956, elle vit en France, puis s'y installe en 1964 et en obtient la nationalité.
Au milieu des années 1960, elle commence à utiliser de nouveaux matériaux, ce qui l'amène à collaborer avec le Centro de Artes Visuales de l'Instituto Di Tella, un centre argentin d'art expérimental et d'avant-garde. C'est par intérêt pour le féminisme français qu'elle déménage à Paris à la fin des années 1960, et continue d'y vivre jusqu'à sa mort en 1999, d'un cancer.
Lea Lublin appartient à la même génération d'artistes que Lygia Clark et Allan Kaprow.

## Œuvre
Elle peint jusqu'en 1965 des œuvres figuratives similaires à celles de Francis Bacon qui évoquent des conflits guerriers.
Avec Voir clair en 1965, elle rompt avec les codes habituels et utilise l'ironie pour s'attaquer aux mythes culturels tels que La Joconde.
Lea Lublin participe au mouvement artistique des années 1960, qui utilise l'art comme dialogue social et vise à combler la division entre l'art et la vie, en se référant à la théorie borgesienne de « l'art comme une forme d'un souffle ». Sa contribution à ce mouvement est principalement le féminisme, l'engagement du public de manière critique, mais pour autant ouvert à tous et toutes.
Sa performance — campagne sociale, réalisée à Paris — intitulée Mon fils (1968), où elle "expose" son bébé dans le Musée d'Art moderne de la ville de Paris, attire l'attention du public sur la vie sociale et le rôle de la femme et marque le début de son travail. Ce thème joue un rôle important dans les travaux de Lea Lublin.
De retour à Buenos Aires à l'automne 1968, Lublin est confrontée à la société argentine sous la dictature militaire de Juan Carlos Onganía depuis 1966. Jusque-là, contrairement aux universités, le domaine des arts était resté largement libre de toute ingérence du pouvoir de l'État. Le programme d'arts visuels de l'Instituto Torcuato Di Tella financé par des fonds privés sous la direction de Jorge Romero Brest (en) était devenu un centre influent d'art socialement efficace.
Durant toute sa carrière, elle présente un certain nombre de happenings semblables en Argentine et au Chili, puis en France. Terranautas, sa première grande installation, créée au début de l'année 1969 à Buenos Aires à l'Instituto Torcuato Di Tella, est inspirée par les féministes françaises et leurs revendications. À travers un couloir labyrinthique, équipés d'un casque de mineur et d'une lampe frontale, les visiteurs devaient traverser dans l'obscurité un environnement comportant différents éléments artificiels et naturels. Les produits naturels émettaient des odeurs, dans un accompagnement de musique électronique. Des instructions apparaissaient en lettres néon : « Regardez autour de vous en paix », « Choisissez quelque chose et frappez », « Déshabillez-vous et réfléchissez », « L'art prendra vie ».
À la fin de 1969, en raison du succès de Terranautas, Lea Lublin est invitée à réaliser une autre installation, encore plus grande, sous le titre Fluvio Subtunal, toujours en coopération avec l'Instituto Torcuato Di Tella. Cela a eu lieu dans le cadre du programme artistique officiel du plus grand projet d'infrastructure d'Argentine à ce jour. Le nouveau tunnel autoroutier Túnel Hernandarias (en) sous le fleuve Paraná relie pour la première fois de manière permanente les deux capitales provinciales économiquement importantes de Santa Fe de la Vera Cruz et Paraná. Lea Lublin disposaient d'une superficie de 900 m2 dans un ancien supermarché de Santa Fe et a construit une sorte de parcours censé transmettre le contraste entre la nature et la technologie. En parcourant neuf zones, les visiteurs exploraient les éléments de l'eau et de l'air, utilisaient de lourds engins de construction, percevaient plusieurs impressions avec leurs différents sens et traversaient symboliquement le tunnel routier avant d'atteindre un zoo pour enfants dans une zone naturelle. L'événement se termine par un espace de participation créative, où les visiteurs ont pu essayer diverses activités. Ici, Lublin a utilisé des motifs sexuels explicites pour la première fois, les visiteurs sont entrés dans le tunnel en se pressant à travers un « vagin » de deux lèvres verticales faites de tubes en plastique gonflés, le tunnel lui-même fait d'un cylindre en plastique représentait un pénis. Lublin elle-même expliquera plus tard cette partie de l'œuvre comme une représentation de la « double sexualité [...] que nous portons en nous » et traita de son pouvoir symbolique et direct tout au long de sa vie.
Puis, ces travaux amènent l'artiste à se questionner sur la notion de traversée, elle réalise l'œuvre Dehors/dedans le musée, au Chili en 1970, qui a pour but d'amorcer une réflexion sur « les mythes culturels que sont les peintures et d'interroger les conflits entre les ruptures sociales et artistiques ». Discours sur l'art en 1977 questionne les idéologies.
Lea Lublin fait référence aux personnages religieux, telles que la Vierge Marie et ses représentations en Madone, mais aussi aux figures artistiques célèbres de tableaux iconiques comme ceux de la Renaissance (notamment dans son R.S.I. – Dürer, del Sarto, Parmigianino de 1983,,) et Judith décapitant Holopherne. Sur ce thème biblique, lors d'une exposition à la galerie Yvon Lambert, Lea Lublin réalise en 1979 Le Milieu du tableau, un ensemble de quatre croquis accompagnés d'un texte. Cette œuvre est une relecture du tableau conservé à Florence d'Artemisia Gentileschi, montrant que la composition suggère un accouchement avec deux sages-femmes plutôt qu'une décapitation. Marie-Jo Bonnet parle « d'un extraordinaire travail d'élaboration psychique au cours duquel la victime renverse l'histoire de la violence, se met au monde comme artiste et ouvre de nouvelles perspectives à l'art des femmes ».
La sexualité est aussi un thème récurrent de ses travaux, elle se penche notamment sur le livre de La Sexualité du Christ dans l'art de la Renaissance et son refoulement moderne de Leo Steinberg,.
Son action la plus connue demeure Dissolution dans l'eau (1978) où l'artiste jette dans l'eau de la Seine une grande banderole sur laquelle sont énoncés des préjugés sexistes,.

## Expositions
Son engagement et ses thèmes féministes ont contribué à son inclusion dans l'exposition WACK! Art and the Feminist Revolution à Los Angeles en 2007.
En 2015, le Lenbachhaus de Munich lui consacre une grande rétrospective accompagnée d'un catalogue d'exposition.
En 2018, Juan Vicente Aliaga est commissaire de l'exposition « Lea Lublin » tenue au Centro Andaluz de Arte Contemporáneo de Séville où il présente l’œuvre de l'artiste,.

## Collections
Ses œuvres sont conservées au Museum of Modern Art de New York, au musée national d'Art moderne – Centre Georges Pompidou, Centre national des arts plastiques, au Fonds régional d’art contemporain d'Alsace, à la Bibliothèque nationale de France et au Museo de Arte Contemporáneo de Buenos Aires.

## Hommages
Un documentaire, Lea Lublin, l'œil alerte, réalisé par Variety Moszynski sort en 2001.